# بوتيرنوتس (نيويورك)
بوتيرنوتس (بالإنجليزية: Butternuts, New York)‏ هي بلدة أمريكية تقع في الولايات المتحدة في مقاطعة أوتسيغو، نيويورك. يقدر عدد سكانها بـ 1,786 نسمة ومساحتها 140.1 كم2 و وترتفع عن سطح البحر 326 متر.

## أعلام
- إي. ك. ووكر
- جيسي ك. سميث
- صموئيل بي. غارفين
- إليشا ميلز هنتنغتون